# Забајкалски национални парк
 Забајкалски национални парк  (рус. Забайкальский национальный парк) (на енглеском, "Trans-Baikal") простире се на средњи део источне обале Бајкалског језера, западним падинама Баргузинског ланца на истоку, Ушкани острва, и највеће полуострво на језеру Свети Нос. Од 2690 km² површине парка, 38.8 km² су заштићена водена подручја у језеру.

## Топографија
Забајкалски је на западу омеђен обалом Бајкалског језера, на северу са резерватом природе Баргузин (строго заштићени природни резерват скоро исте површине као и Забајкалски), на југу и истоку планинским ланцем Баргузин. Највиши врх у парку је Мт. Бармашовој висине 2376 m.
Подручје парка је веома стрмо, 55% парка је на нагибу већем од 26 степени, а додатних 28% је између 16 и 25 степени.
Полуострво Свети Нос дуго је 53 km и широко 35 km, са својим планинским комплексом, чији је највиши врх 1877 m. Острвске планине су пошумљене брезом, аришом и рододендроном. Има неколико десетина планинских потока и извора, а са копном је повезано Чивиркујском превлаком. Острво је познато по предивном погледу на језеро (који омогућава високи централни видиковац који се пружа са планине преко језера са свих страна), као и на свој "певајући песак" на Мароковој плажи, такозван због звука који се чује док се хода по њему.
Ушкани острва на средини језерасу део Забајкаљског парка. Она су источни крак потопљеног Академског гребена, који дели Бајкалско језеро на северни и јужни басен. На западној страни језера Академски гребен се опет уздиже изнад воде у виду острва Олхон, које је део Прибајкалски национални парк. Ушкани је архипелаг од 4 острва површине 10 km². Позната су као станиште бајкалских фока. Острва су мермерна и кречњачка и садрже пећине са доказима људског боравка из неолитског периода.

## Екорегион и клима
Парк се налази у западносибирским тајгама, између река Јенисеј и Лене. Доминантна је четинарска вегетација, а регион је врло богат минералима. На подручју Забајкалског влада субполарна клима (Кепенова класификација климата (Dwc)). Карактеришу је дуге, веома хладне зиме са мало снега и прохладна лета. Језеро, донекле, ублажава ефекат субарктичке климе, али је на планинама хладније. Годишње падне од 450 mm (у приобалном делу) до 550 mm (у планинама) кише. Ветрови дувају са запада и југозапада.

## Флора
Пошумљеност је велика. Шуме су претежно четинарске. 34% површине парка заузима бор, 30% сибирски патуљасти бор, 14%  сибирски бор, 9% ариш. Око 10000 хектара је под старим стаблима. 

## Фауна
Парк насељавају животиње типичне за јужносибирску шуму, медвед, вук, лисица, рис, видра, дивљи зец, веверица, лос, 249 врста птица, међу којима и велики корморан. Током лета воде Бајкалског језера посети око 3000 бајкалских фока. 
У алпским ливадама може се срести Камчатски мрмот. Острво Бољшој Ушкани је познато по највећој концентрацији великих мравињака у Русији – хиљаде који се уздижу прекоо 1,5 m у висини.

## Туризам
Доста се ради на промоцији туризма. За поједине делове парка су потребне посебне дозволе (због опасног терена). За различита пешачка и рекреативна места у парку, дневна карта се може купити на улазу. Зими је врло популарно пецање у леду или крос кантри скијање дуж обале. Што се смештаја тиче, постоје бунгалови и плутајући еко-хостел.